# Salomon Islands
Salomon Islands är en obebodd atoll i norra delen av Brittiska territoriet i Indiska oceanen. Vissa av öarna har tidigare varit bebodda, bland annat den största ön, Île Boddam (1,08 km²).

## Öar
Salomon Islands består av elva öar (listade nedan medurs med start i norr):
- Île de la Passe
- Île Mapou
- Île Takamaka
- Île Fouquet
- Île Sepulture
- Île Jacobin
- Île du Sel
- Île Poule
- Île Boddam
- Île Diable
- Île Anglaise